# Myrmica corrugata
Myrmica corrugata är en myrart som beskrevs av Thomas Say 1836. Myrmica corrugata ingår i släktet rödmyror, och familjen myror. Inga underarter finns listade i Catalogue of Life.